# Václav Kučera (malíř)
Václav Kučera (22. října 1903 Příbram – 1983 Praha) byl český akademický malíř.

## Život
Po studiích na reálném gymnáziu v Příbrami, během kterých se již školil u akademického malíře J. Vacka, pracoval jako zubní technik. V roce 1929 zahájil studia na Akademii výtvarných studií u Maxe Švabinského. Ta zdárně dokončil v roce 1936. Věnoval se především krajinářské i figurální tvorbě, rád navštěvoval kraj kolem Čelákovic, kde i nějakou dobu pobýval. Několik jeho perokreseb po roce 1935 vydal na pohlednicích Okrašlovací spolek v Čelákovicích.